# التعرض لحادثة تأمينية (Salvage Title)
في أمريكا الشمالية، يعتبر عنوان الإنقاذ (Salvage Title) شكلاً من أشكال العلامة التجارية للمركبة، والتي تشير إلى أن السيارة قد تضررت أو اعتبرت خسارة كاملة من قبل شركة التأمين التي دفعت مطالبة بشأنها. تختلف معايير تحديد وقت إصدار سند الإنقاذ بشكل كبير حسب كل ولاية أو مقاطعة أو إقليم. في بعض من الولايات والمقاطعات الكندية، تتطلب اللوائح الحصول على سند ملكية للمركبات المسروقة أو المخربة التي لم تستردها الشرطة في غضون 21 يوماً. في مثل هذه الحالات، تعلن شركات التأمين عن خسارة كاملة للمركبة وتسدد للمالك السابق؛  ولكن، في حالات أخرى، يتم إصدارها فقط للخسائر الناتجة عن ضرر الحوادث. في بعض الظروف، يمكن إزالة علامة عنوان الإنقاذ أو استبدالها بتسمية إعادة البناء (التصليح)؛  والسيارات المستوردة إلى الولايات المتحدة أو المصدرة منها قد يتم إصدار سند ملكية نظيف (clean title) بغض النظر عن التاريخ.
نظراً لأنه يمكن إصدار سند إنقاذ لمركبة بها مشاكل يمكن إصلاحها بسهولة أو بدون ضرر على الإطلاق، فإن التكلفة المنخفضة للسيارة أو الدراجة النارية التي تم إنقاذها تجذب بعض الهواة والمستثمرين لشرائها. يوصي الخبراء بالحذر عند شراء مركبة تم إنقاذها، لأنه قد يكون هناك أضرار خفية،  والتي قد تكون غير قابلة للإصلاح، مما يجعل السيارة «كومة من الأجزاء»،  أي أدوات إحتياطية للسيارات.
قد يتم وضع عنوان (junk title) وهو تصنيف مختلف للسيارات التي لا يمكن استخدامها إلا للأجزاء أو الخردة، ولا يجب إصلاحها في ظروف مناسبة للطرق.

## تقرير حالة الإنقاذ
بشكل عام، تعتبر السيارة «منقذة» عندما يقرر المؤمن (شركة التأمين) أن تكلفة الإصلاح أو الاستبدال تزيد عن 70٪ تقريباً من قيمتها السوقية في وقت وقوع الحادث أو السرقة.   الحدود القصوى تتراوح بين 50٪ و 95٪ من قيمة السيارة، بينما تترك التفاصيل لحالات الخسارة الإجمالية إلى شركة التأمين. في ولاية ميشيغان، لا يعني إصدار سند الإنقاذ أن السيارة تعتبر أيضاً خسارة كاملة (Total loss). تصدر ميشيغان سند الإنقاذ عندما يساوي الضرر 75-90٪ من قيمة ما قبل الضرر؛ أما إذا كانت الخسارة 91٪ أو أكثر، فإن السيارة مؤهلة فقط للحصول على عنوان «خردة»، والذي لا يمكن ترقيتها أو ترميمها لاحقاً بأي وسيلة. في ولاية أوريغون، تم تحديد المركبات على أنها حق الإنقاذ تفي بقيمة الخسارة الإجمالية بنسبة 70 ٪ كما كانت الحالة سابقاً، وكذلك عندما يتم التخلي عن مركبة وتبلغ قيمتها أقل من 500 دولار.
عند دفع المطالبة، يجوز لشركة التأمين أن تعرض إعادة السيارة إلى المالك كإعادة شراء تأمينية، وفي هذه الحالة يكون المالك مسؤولاً عن إجراء الإصلاحات وفحص السيارة من قبل منشأة معيّنة من الدولة. اعتماداً على الحالة، وقد يؤدي هذا الفحص إلى إزالة علامة عنوان الإنقاذ للسيارة. يتم توجيه النسبة المئوية الدقيقة للقيمة التي تؤدي إلى اتخاذ قرار إجمالي السيارة بالقوانين واللوائح المعمول بها. يتم حساب تقدير الضرر بمعدلات إصلاح التجزئة، والتي قد تكون أكثر من تكلفة الإصلاح بالجملة. ويتم بيع المركبات التي لم يتم إعادة شرائها بالمزاد العلني على أنها قابلة للإصلاح إلى معيد تدوير السيارات أو عامل إعادة التدوير ويتم منحها عنوان الإنقاذ.

## قيمة إعادة البيع مع عنوان الإنقاذ
في الولايات المتحدة، قد لا يتم تسجيل الدراجات النارية والسيارات التي تحمل حق الإنقاذ وقيادتها على الطرق العامة في معظم الولايات،  مما يؤثر على قيمة إعادة البيع.  لا يُسمح بإعادة تسمية العنوان دون إجراء فحص للتحقق من استيفائه لجميع معايير السلامة. قد تكون إجراءات التفتيش معقدة،  ويتم الإبلاغ بشكل دوري عن محاولات التحايل غير القانوني على عمليات التفتيش.
معايير الصناعة التي تتبعها أدلة تقييم الرابطة الوطنية لتجار السيارات، والدليل الرسمي لتقرير كيلي بلو بوك، وتقلل الجمعية الدولية لمثمني السيارات من قيمة السيارة التي تحمل عنواناً قابلاً للإصلاح. يقوم كيلي بلو بوكتبتصنيف أي مركبة قابلة للإصلاح على أنها «فقيرة» ولا يقدرها على الإطلاق. تكون قيمة السيارة التي تحمل عنوان متضرر بشكل عام أقل بنسبة 65-75٪ من القيمة المقدرة للمركبة.
إذا تم إعادة بناء السيارة إلى حالة مناسبة للطريق واجتازت فحص الحالة، فإن الفرق في السعر يكون ما بين 60-70٪ من كيلي بلو بوك (KBB) العادل. وتحتوي هذه السيارات على شرح توضيحي «لإعادة البناء» أو «إعادة بناء الإنقاذ» في العنوان ويمكن تسجيلها وتشغيلها تماماً مثل سيارة تحمل عنوان نظيف (clean title).
السيارات التي كانت تحمل في السابق عنوان خردة (junk) وتمت إعادتها إلى حالة جيدة للطريق، تحصل على لقب جديد ورقم تعريف شخصي بعد فحص الدولة. لن يتطابق VIN الجديد مع أي أرقام VIN أخرى على أبواب أو ألواح السيارة. ويتم تحديد سنة السيارة حسب تاريخ إصدار الملكية. تعتبر هذه سيارات مجمعة ذاتياً.
يشير مصطلح غسل العنوان (Title washing) إلى نقل تسجيل السيارة لغرض صريح لإزالة علامة تجارية مسجلة. هذه الممارسة قانونية وتمارسها شركات التأمين نفسها. العلامات التجارية الخاصة بالعناوين مثل "salvage" و "junk" و "remilt" ليست موحدة، وقد تحصل السيارة التي تحمل هذا التصنيف على عنوان نظيف عند تسجيلها في ولاية قضائية مختلفة. علاوة على ذلك، فإن المركبات المستوردة أو المصدرة من الولايات المتحدة وكندا يتم إصدار سند ملكية نظيف لها، حتى لو كانت قد تعرضت لحادث. الدول الأخرى لديها معايير فحص متساهلة نسبياً لإزالة العلامة التجارية المنقذة. 

## تقارير تاريخ السيارة
تهدف تقارير تاريخ السيارة المباعة من قبل الخدمات المتخصصة إلى الكشف عن تاريخ ملكية السيارة،  بما في ذلك غسل العنوان. نظراً لأن العديد من الولايات الأمريكية لا تقدم معلومات عن الحوادث إلى نظام معلومات ملكية المركبات الوطنية  ولا تقدم ساحات الخردة دائماً الأوراق المطلوبة للمركبات المدمرة،  فإن دقة هذه التقارير ليست عالية. أشارت تقارير المستهلك إلى أن عمليات التحقق من سجل السيارة ستؤدي في بعض الأحيان إلى نتائج نظيفة "clean" على الرغم من عرض المركبات للبيع على أنها تالفة على مواقع إعادة بيع المركبات المتضررة؛  قام مزود تقرير العنوان كارفاكس (شركة) Carfax بتسوية دعوى قضائية جماعية تتعلق بشمولية تقاريرها في عام 2007.